# Hermann Derschmidt
Hermann Derschmidt (* 15. Februar 1904 in Kollerschlag; † 17. Juli 1997 in Wels) war ein österreichischer Lehrer und Volksmusikforscher.

## Leben
Hermann Derschmidt absolvierte die Lehrerbildungsanstalt in Linz und wurde Lehrer an Volks- und Hauptschulen in Oberösterreich. In den verschiedenen Orten, in denen er in dieser Zeit als Lehrer tätig war, begann er Lieder, Jodler, Tanzmusik und Volkstänze aufzuzeichnen. 1930 dekorierte er den Erstdruck von Unsere Jodler mit einem Hakenkreuz, 1934 war er wegen "nationalsozialistischer Umtriebe in Disziplinaruntersuchung".
Am 29. Mai 1938 beantragte er die Aufnahme in die NSDAP und wurde rückwirkend zum 1. Mai desselben Jahres aufgenommen (Mitgliedsnummer 6.366.800). Im Jahr 1939 wurde er Leiter des Archivs des Gauausschusses Volksmusik im Gau Oberdonau, später übernahm er die Gesamtleitung dieses Gauausschusses. Zudem war er Mitarbeiter in der NS-Gemeinschaft Kraft durch Freude (KdF), Abteilung Feierabend in Oberdonau. 1941 wurde  Derschmidt zur Wehrmacht einberufen.
1948 gründete er die einflussreiche Volkstanzgruppe „Welser Rud“. 1956 gründete er gemeinsam mit Karl Horak, Franz Koschier, Herbert Lager, Hermann Lein als Initiator, Franz Vogl und  Richard Wolfram die Bundesarbeitsgemeinschaft Österreichischer Volkstanz (BAG), die noch im selben Jahr Tänze als Österreichische Grundtänze auswählte, die seither zum Grundstock der Volkstanzausbildung in ganz Österreich wurden.
Bei vielen Ausbildungslehrgängen der Volkstanzpflege war Hermann Derschmidt engagiert, so beim Ausbildungslehrgang für Volkstanz der Arbeitsgemeinschaft Volkstanz in Südtirol ab 1960 oder der Baden-Württembergischen Volkstanzwoche in Überlingen.
Sohn Volker Derschmidt und die weiteren Kinder sind ebenfalls in der Volksmusik engagiert.

## Ehrungen und Auszeichnungen
- Konsulent der Oberösterreichischen Landesregierung
- Träger der Stelzhamer-Plakette, der Kulturmedaille in Gold der Stadt Wels und des silbernen Ehrenzeichens für Verdienste um die Republik Österreich
- Raimund-Zoder-Medaille

## Werke
- Tänze aus Oberösterreich. Landesinstitut für Volksbildung und Heimatpflege, Linz 1985
- Hermann Derschmidt und Erna Schützenberger: Spinnradl. Unser Tanzbuch. 5 Folgen, 1959
- Herbert Lager und Hermann Derschmidt: Österreichische Tänze. Österreichischer Bundesverlag, Wien, 1959
- Über Singtänze und Tanzlieder in Oberösterreich. In: Jahrbuch des österreichischen Volksliedwerkes, 1984
- Ein „Landlerischer“ aus Laussa bei Losenstein. In: Oberösterreichische Heimatblätter, 1982, ooegeschichte.at [PDF]
- Über den heimischen Tanz und seine Pflege in Oberösterreich. In: Oberösterreichische Heimatblätter, 1980, ooegeschichte.at [PDF]
- Die Singbewegung in Oberösterreich. In: Der neue Bund. 1966